# Josué Guimarães
Josué Marques Guimarães (São Jerônimo, 7 de janeiro de 1921 — Porto Alegre, 23 de março de 1986) foi um escritor brasileiro.
Tornou-se famoso nacionalmente pelos seus romances, mas iniciou sua vida como jornalista muito cedo. Já no jornal do colégio, escrevia cerca de seis artigos por edição e apresentava, nos finais de ano, peças teatrais de sua autoria. Antes de completar vinte anos de idade, mudou-se para São Paulo, à procura de um emprego. Começou como ilustrador e redator, simultaneamente.
A longo de sua vida, desempenhou mais de dez profissões, como repórter, redator, redator-chefe, cronista, comentarista, diagramador e ilustrador.
Em 1951, foi eleito o vereador mais votado do município de Porto Alegre, pelo PTB, onde atuava com mais frequência nas obras públicas, que beneficiavam o povo. Foi chefe de gabinete de João Goulart na Secretaria de Justiça do Rio Grande do Sul e depois foi nomeado diretor da Agência Nacional, onde permaneceu até o golpe militar de 1964.
Trabalhou em periódicos nacionais como Folha de S.Paulo, Jornal do Brasil, e em jornais gaúchos como Zero Hora e Correio do Povo. Cobriu a Revolução dos Cravos, em Portugal, e as consequentes independências, na África. Consagrou-se com suas crônicas de cunho político, sempre muito críticas e irônicas.
Josué Guimarães faleceu vítima de câncer intestinal.

## Obras
- 1970 - Os ladrões (contos) - Rio de Janeiro, Forum.
- 1972 - A ferro e fogo, I: tempo de solidão (romance) - Rio de Janeiro, Sabiá.
- 1973 - Depois do último trem (romance) - Rio de Janeiro, José Olympio/Sabiá.
- 1975 - A ferro e fogo, II: tempo de guerra (romance) - Rio de Janeiro, José Olympio
- 1975 - Lisboa urgente (coletânea de artigos) - Rio de Janeiro, Civilização Brasileira, Coleção Documentos da História Contemporânea.
- 1977 - É tarde para saber (romance) - Porto Alegre, L&PM
- 1977 - Os tambores silenciosos (romance) - Porto Alegre, Globo
- 1978 - Dona Anja (romance) - Porto Alegre, L&PM
- 1978 - Pega pra kapput! (novela, com Moacyr Scliar, Luís Fernando Veríssimo e Edgar Vasques) - Porto Alegre, L&PM
- 1978 - Enquanto a noite não chega (novela) - Porto Alegre, L&PM
- 1979 - O cavalo cego (contos) - Porto Alegre, Globo
- 1979 - A casa das quatro luas (infantil) - Porto Alegre, L&PM
- 1980 - Camilo Mortágua (romance) - Porto Alegre, L&PM
- 1980 - Era uma vez um reino encantado (infantil) - Porto Alegre, L&PM
- 1981 - A onça que perdeu as pintas (infantil) - Rio de Janeiro, Salamandra
- 1981 - Doña Angela (romance) - México, Edivision Compañía Editorial S. A. (tradução Stela Mastrangelo)
- 1982 - Xerloque da Silva em "O rapto da Dorotéia" (infantil) - Porto Alegre, L&P
- 1982 - O gato no escuro (contos) - Porto Alegre, L&PM
- 1983 - Meu primeiro dragão (infantil) - Porto Alegre, L&PM
- 1983 - Xerloque da Silva em "Os ladrões da meia-noite" (infantil) - Porto Alegre, L&PM
- 1983 - Um corpo estranho entre nós dois (teatro - peça em três atos) - Porto Alegre, L&PM
- 1984 - História do agricultor que fazia milagres (infantil) São Paulo, Nacional
- 1984 - O avião que não sabia voar (infantil) - São Paulo, Nacional
- 1986 - Amor de Perdição (novela) - Porto Alegre, L&PM
- 1987 - A última bruxa (infantil) Porto AIegre, L&PM.
- 2001- As muralhas de Jericó (relato de viagem; póstumo)- Porto Alegre, L&PM